# Microxyletinus
Microxyletinus is een monotypisch geslacht van kevers uit de familie van de klopkevers (Anobiidae).

## Soort
- Microxyletinus particularis Pic, 1923